# 伏爾加格勒天文館

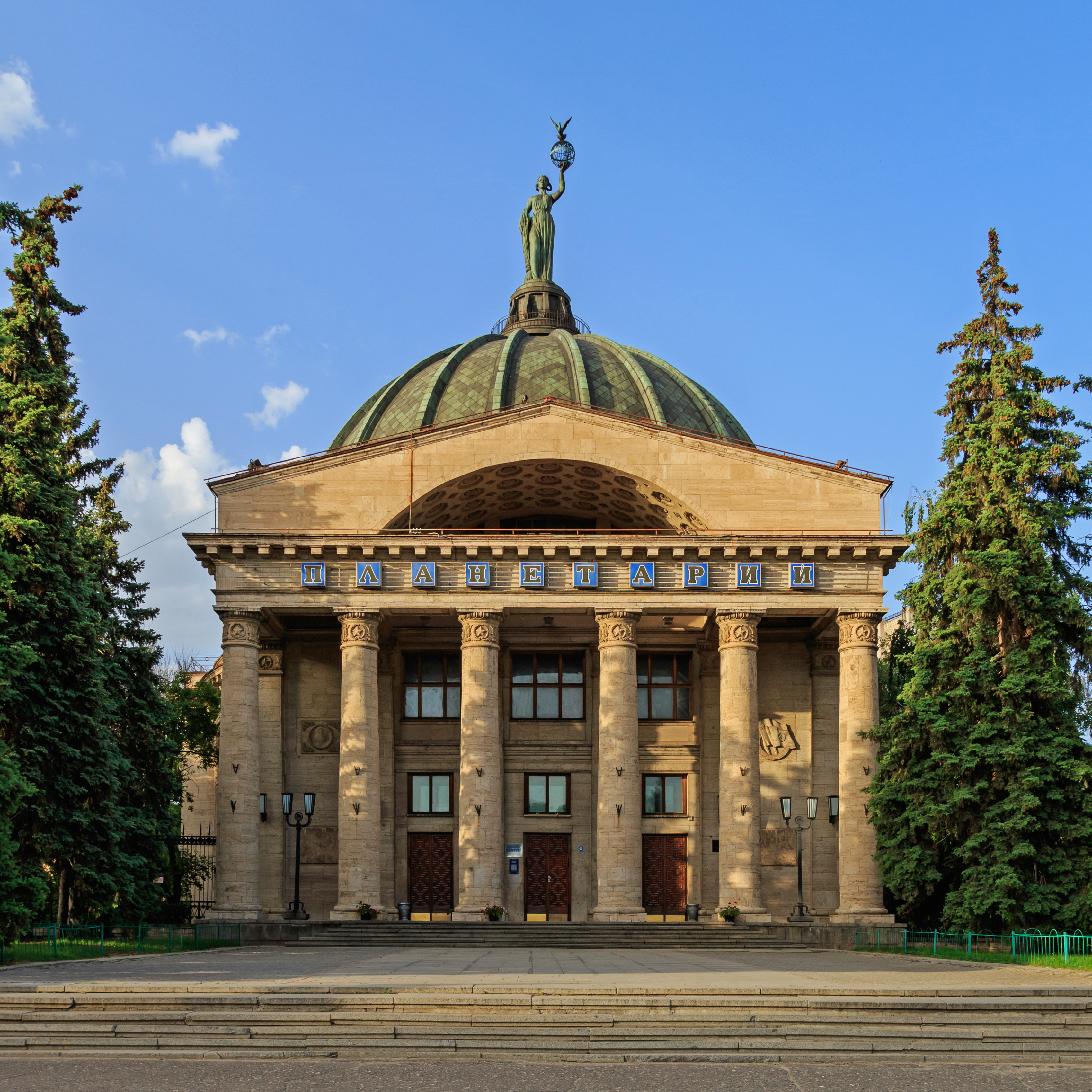
伏爾加格勒天文館

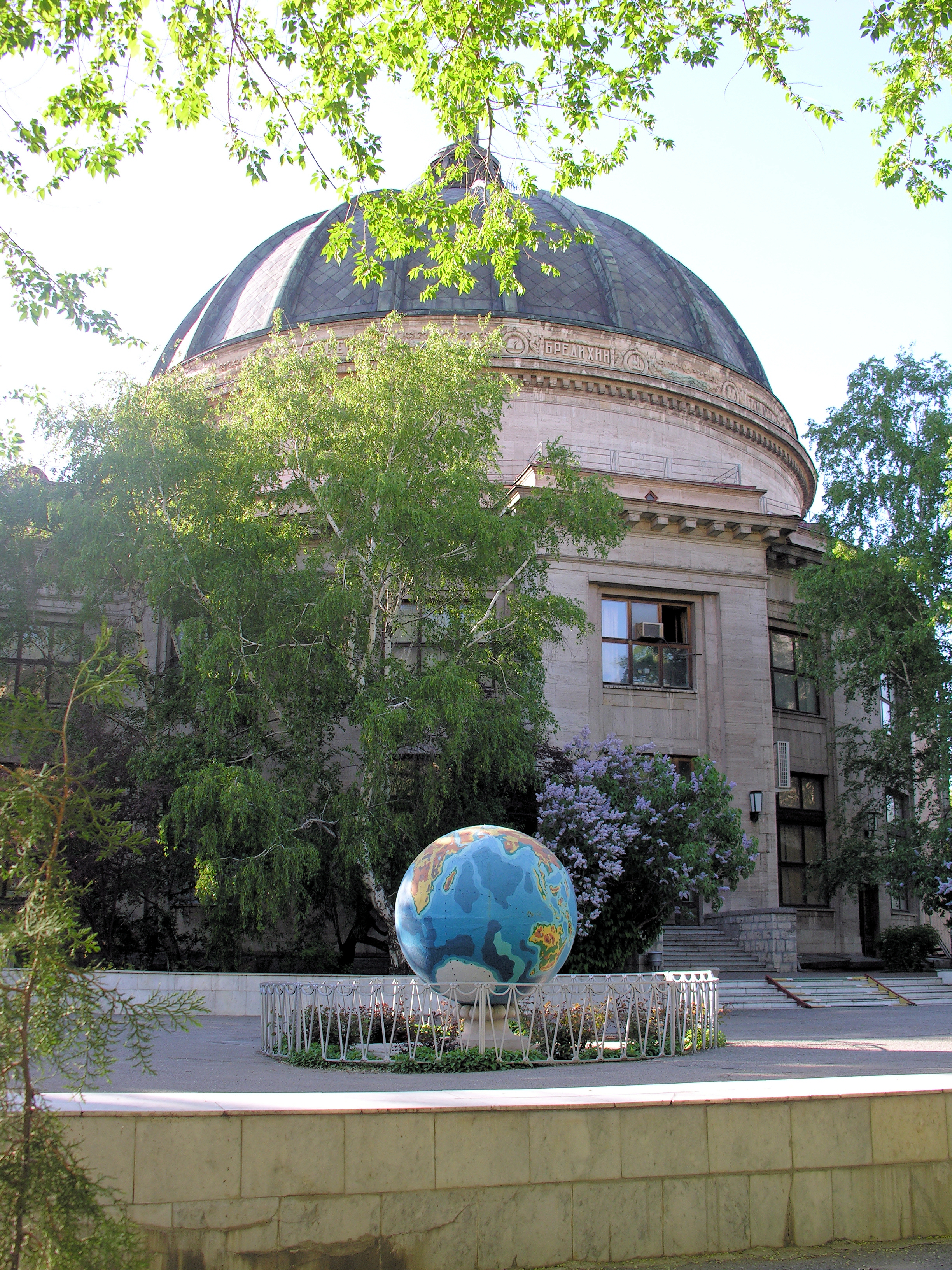
庭院中的地球模型

伏爾加格勒天文館（俄语：Волгоградский планетарий）是位於俄羅斯伏爾加格勒的一座天文館，1954年9月19日開業。伏爾加格勒天文館是在斯大林誕辰70週年前夕，由德意志民主共和國（東德）工人送給蘇聯人民的禮物。天文館可容納450名觀眾，並配有球幕和德國製造的投影儀。該設備包含99台投影儀，可以同時觀測超過6000顆恆星和自然現象，例如日出和日落、極光、彗星或隕石。天文台高26公尺的塔中，安裝了12英寸的卡爾·蔡司折射望遠鏡，其焦距為5000毫米，放大倍數為800倍。

## 外部連結
- 伏爾加格勒天文館 （页面存档备份，存于） （俄文）

48°42′52″N 44°31′28″E / 48.714508°N 44.524484°E